# Белополци
Белополци е село в Южна България. То се намира в община Ивайловград, област Хасково.

## География
Село Белополци се намира в планински район.